# 王昌胤
王昌胤（？—1657年），字七襄，號雪園，山東承宣布政使司濟南府淄川縣（今山東省淄博市）人，明末清初政治人物。崇禎丁丑進士，明亡仕清，順治初，官御史，改順天學政。

## 生平
崇禎九年（1636年）舉丙子科山東鄉試八十二名，崇禎十年（1637年），聯登進士，大理寺观政，本年十月授河南固始知县，十一年调清苑县，保留固始县，十三年考察，十六年補武昌府簡較，楚標监纪，本年升河曲知縣。授戶部主事。明亡後歸附清朝。順治二年（1645年），授陝西按察司僉事、臨鞏兵備道。同年改戶部郎中，選福建道監察御史、廣東道御史，巡按山西。順治四年（1647年），改順天學政。順治十四年（1657年），因事論斬。

## 轶事
《原李耳载》記王昌胤巡按山西期間，與按察使婁惺伯不和，在巡抚申朝纪前構陷，惺伯最終下獄致死。後來申朝纪遇惺伯冤魂索命，王昌胤自己也坐事論斬。
蒲松齡《聊齋誌異》載，謝遷之變後，王昌胤宅第鬧鬼之事。

## 家族
曾祖王玨，贈考功司郎中；祖父王敬，赠文林郎南皮知县；父王所须，癸卯举人，知县、升應州知州。